# Alan Roland
Pour les articles homonymes, voir Roland (homonymie).
Alan Roland, né le 20 juin 1930 et mort le 22 juillet 2023, est un psychanalyste américain, particulièrement connu pour sa posture consistant à une meilleure prise en compte des différences de culture et d'éducation dans la psychanalyse, et de ce fait par une certaine vigilance quant aux biais occidentaux dans l'exercice de cette discipline,.

## Sélection d'articles
- (en) Alan Roland, « Erich Fromm's Involvement With Zen Buddhism: Psychoanalysts and the Spiritual Quest in Subsequent Decades », Psychoanalytic Review, vol. 104, no 4,‎ 1er août 2017, p. 503-522 (ISSN 0033-2836 et 1943-3301, PMID 28746003, DOI 10.1521/PREV.2017.104.4.503).
- (en) Alan Roland et Catherine Silver, « Conclusion: interrelating politics and paranoia. The political exploitation of paranoid anxiety », Psychoanalytic Review, vol. 97, no 2,‎ 1er avril 2010, p. 337-356 (ISSN 0033-2836 et 1943-3301, PMID 20406059, DOI 10.1521/PREV.2010.97.2.337).
- (en) Alan Roland, « Psychoanalysis across civilizations: a personal journey. », Journal of the American Academy of Psychoanalysis and Dynamic Psychiatry, Wiley, vol. 31, no 2,‎ 1er janvier 2003, p. 275-295 (ISSN 1546-0371, 1943-2852 et 0090-3604, PMID 12866692, DOI 10.1521/JAAP.31.2.275.22118).
- (en) Alan Roland, « Across civilizations: Psychoanalytic therapy with Asians and Asian Americans », Psychotherapy, Association américaine de psychologie, vol. 43, no 4,‎ 1er janvier 2006 et janvier 2006, p. 454-463 (ISSN 0033-3204 et 1939-1536, PMID 22122136, DOI 10.1037/0033-3204.43.4.454, lire en ligne).
- (en) Alan Roland, « Ramakrishna: Mystical, Erotic, or Both? », Journal of Religion & Health, Springer Science+Business Media, vol. 37, no 1,‎ 1998, p. 31-36 (ISSN 0022-4197 et 1573-6571, OCLC 44707874, DOI 10.1023/A:1022956932676).
- (en) Alan Roland, « 13th Annette Overby Conference. Politics and paranoia. Introduction », Psychoanalytic Review, vol. 97, no 2,‎ 1er avril 2010, p. 191-193 (ISSN 0033-2836 et 1943-3301, PMID 20406050, DOI 10.1521/PREV.2010.97.2.191).